# IC 2116
IC 2116 ist wahrscheinlich ein H-II-Gebiet im Sternbild Dorado am Südsternhimmel.
Das Objekt wurde im Jahr 1901 von der US-amerikanischen Astronomin Williamina Fleming in den Index-Katalog aufgenommen.